# Бондаренко Анатолій Степанович
Анатолій Степанович Бондаренко (5 червня 1913, станція Верхов'є Орловської губернії, тепер Орловської області, Російська Федерація — ?) — радянський діяч, начальник Латвійської залізниці. Член ЦК КП(б) Латвії. Депутат Верховної Ради СРСР 3-го скликання.

## Біографія
Народився в родині залізничника-чергового по станції, мати працювала вчителькою. Навчався в середній школі, у 1926 році вступив до комсомолу. Був секретарем комсомольської організації.
Трудову діяльність розпочав паровозним кочегаром. Закінчив паровозне відділення Воронезького технікуму шляхів сполучення.
Працював помічником машиніста, машиністом, черговим по депо, брав участь у будівництві залізничної магістралі Москва—Донбас.
Член ВКП(б) з 1939 року. 
Без відриву від виробництва закінчив Московський інститут інженерів залізничного транспорту. Після закінчення інституту працював інженером-інспектором при народному комісарі шляхів сполучення СРСР.
Під час німецько-радянської війни виконував відповідальні завдання Державного комітету оборони СРСР. Потім працював в апараті Міністерства державного контролю СРСР.
У серпні 1947 — 1953 року — начальник управління Латвійської залізниці.
Подальша доля невідома.

## Звання
- інженер-капітан
- генерал-директор тяги 3-го рангу

## Нагороди
- орден Трудового Червоного Прапора
- орден Червоної Зірки
- медаль «За оборону Москви»
- медаль «За доблесну працю у Великій Вітчизняній війні 1941—1945 рр.»
- медалі